# Bahnstrecke Schützen am Gebirge–Sankt Margarethen-Rust
| Streckenlänge: | 5,831 km             |                                     |                                     |
| Spurweite: | 1435 mm (Normalspur) |                                     |                                     |
| |                      |                                     |                                     |
| \| \| \| von Wulkaprodersdorf (Pannoniabahn) \| \| \| \| 0,000 \| Schützen am Gebirge \| 130 m ü. A. \| \| \| \| nach Parndorf (Pannoniabahn) \| \| \| \| 2,622 \| Oslip \| Oslip \| \| \| 5,831 \| St. Margarethen-Rust \| St. Margarethen-Rust \| \| \| \| \| \| \| Quellen: [1] \| \| \| \| |                      |                                     |                                     |
| Strecke |                      | von Wulkaprodersdorf (Pannoniabahn) | von Wulkaprodersdorf (Pannoniabahn) |
| Bahnhof | 0,000                | Schützen am Gebirge                 | 130 m ü. A.                         |
| Abzweig ehemals geradeaus und nach links |                      | nach Parndorf (Pannoniabahn)        | nach Parndorf (Pannoniabahn)        |
| Haltepunkt / Haltestelle (Strecke außer Betrieb) | 2,622                | Oslip                               | Oslip                               |
| Kopfbahnhof Streckenende (Strecke außer Betrieb) | 5,831                | St. Margarethen-Rust                | St. Margarethen-Rust                |
| |                      |                                     |                                     |
| Quellen: |                      |                                     |                                     |

Die Bahnstrecke Schützen am Gebirge–Sankt Margarethen-Rust ist eine ehemalige Eisenbahnstrecke im Burgenland zwischen Schützen am Gebirge und dem Steinbruch Sankt Margarethen. Sie wurde als 5,831 Kilometer lange Flügelbahn von der Strecke Wulkaprodersdorf–Parndorf 1897 eröffnet und 1952 stillgelegt.

## Geschichte

### Eröffnung
Diese ursprünglich westungarische Lokalbahn wurde als Teil der Sopron-Pozsonyi helyiérdekű vasút konzessioniert und nach einer Bauzeit von weniger als einem Jahr im Dezember 1897 zusammen mit den Strecken Wulkaprodersdorf–Parndorf und Parndorf–Bratislava eröffnet. Am Nachmittag des 13. Dezember 1897 fand die feierliche Eröffnung und gleichzeitig die technische und politische Begehung statt. Dabei befuhr ein Sonderzug die Strecke. Die offizielle Eröffnung der Strecke erfolgte am 21. Dezember 1897. Der Verkehr wurde von Beginn an durch die Magyar Államvasutak durchgeführt.

### Übernahme durch die Österreichischen Bundesbahnen
Durch die Landnahme des Burgenlandes durch Österreich wurde auch die Strecke an die Österreichischen Bundesbahnen übergeben, die die ungarischen Stationsnamen Sércz, Oszlop und Szt. Magrit-Ruszt am 15. Jänner 1922 in die deutschen Namen Geschieß, Oslip und St. Margarethen-Rust änderten. Nach der Umbenennung der Gemeinde Geschieß in Schützen am Gebirge wurde zum 1. Oktober 1924 auch der Bahnhof zu Schützen am Gebirge umbenannt.

### Niedergang
Der Personen-, Gepäck-, Eil- und Frachtstückgutverkehr wurde am 1. Jänner 1937 eingestellt und am 1. November 1943 wieder aufgenommen.
Am Ende des Zweiten Weltkrieges wurde im April 1945 die Wulkabrücke gesprengt, wodurch der Verkehr bis zum Wiederaufbau im Jahr 1948 unterbrochen war.
Das endgültige Ende kam für den Personenverkehr am 2. Oktober 1949. Die Strecke wurde für den Güterverkehr noch bis zum 18. Februar 1952 als Schleppbahn betrieben. Im Jahr 1953 wurde sie schließlich abgebaut und die Liegenschaften verkauft.

### Relikte
Die Abzweigung am nordöstlichen Bahnhofskopf vom Bahnhof Schützen am Gebirge blieb im Gelände erkennbar. An die Haltestelle in Oslip erinnert der Straßenname Bahnstraße. Bei Sankt Margarethen erinnert die Straße Am alten Bahnhof, die von St. Margarethen in Richtung der Steinbrüche führt, an die Bahnstrecke. Im Steinbruch blieben ehemalige Bahnanlagen erhalten.